# Héródés Attikos

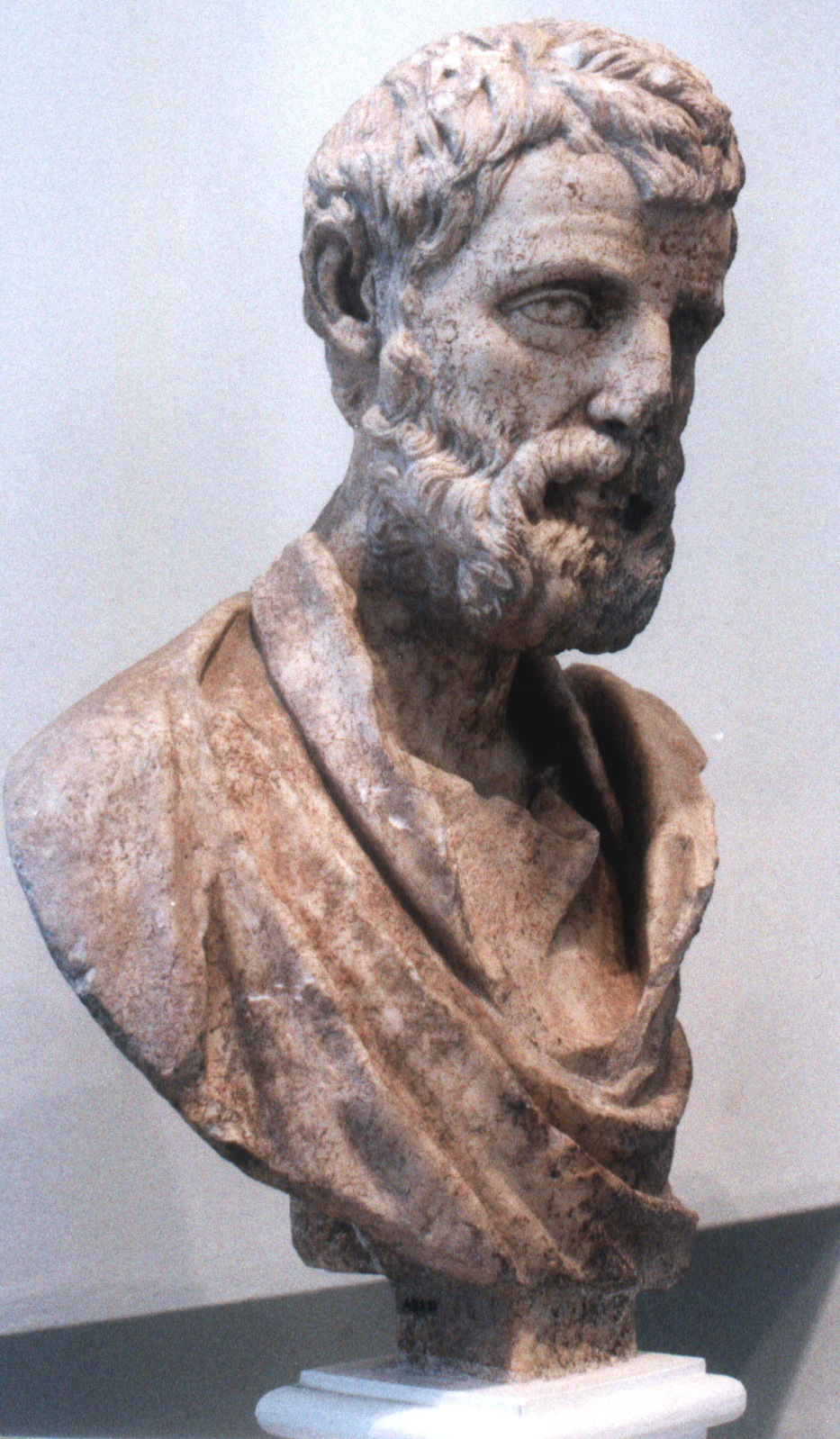
Héródés Attikos

Héródés Attikos, řecky Ηρώδης ο Αττικός, v Římě nazýván latinsky celým jménem Lucius Vibullius Hipparchus Tiberius Claudius Atticus Herodes (101 – 177) byl starořecký politik, řečník a mecenáš z císařské éry. Byl předním představitelem tzv. druhé sofistiky a vychovatelem budoucího císaře Marca Aurelia.

## Politik, stavitel a mecenáš
Měl velmi blízko k římským císařům Hadriánovi i Marku Aureliovi, díky čemuž zastával významné úřady (nejprve agoranom, 127–128 archón eponymos, od 143 římský konzul, kněz Diova chrámu v Nových Athénách, který dal postavit císař Hadrián, římský senátor). Financoval řadu staveb, v Athénách např. velké divadlo Odeon Heroda Attika či chrám bohyni Tyché. Obnovil épeirské Orikum, poničené zemětřesením, nechal vystavět vodovod v apulském městě Canusii a kryté divadlo v Korinthu, ozdobil delfský a Lykurgův athénský stadion mramorem, v Olympii vybudoval vodovod pro účastníky olympijských her a monumentální fontánu (nymphaeum), v Thermopylách pak sirné lázně. V závěru života se dostal do sporu s Athéňany, kteří ho zažalovali u císaře Marka Aurelia z panovačnosti. Ten ho zprostil žaloby, ale Héródés Athény opustil a žil v dobrovolném vyhnanství v rodném Marathonu a na svém letním sídle v Kéfissii (dnes Kifisia, severní předměstí Athén).

## Rétor
Byl žákem rétora Polemona a gramatika Favorina. Byl představitelem tzv. druhé sofistiky a k jeho vzorům patřil Sókratův žák Kritios. Z jeho literárního, respektive rétorického díla se zachovala jediná autentická řeč Peri politeias (O státě). Zřídil katedru rétoriky na univerzitě, kterou v Athénách založil Hadrián. Jeho žáky byly Achilleos, Polydeukos a Memnon.

## Rodina
Detaily z jeho života známe především díky Filostratově dílu Životy sofistů.
Ottův slovník naučný popisuje Héródésův původ a rodinné poměry takto: "Pošel z dému Marathónského a z rodu. jenž rodokmenem připojoval se k Aiakovcům, Filaiovcům a Erechtheovcům, čítaje mimo jiné i Miltiada a Kimona ku předkům svým. Otec Héródův Attikos, objeviv v domě svém blíže divadla Dionysova v Athénách veliký poklad, jejž s přivolením císaře Nervy podržeti směl, zůstavil synu veliké bohatství, než při tom i závazek, aby při slavnostech spoluobčany i cizince podělil jednou minou. Héródés později, maje o závazek ten s Athéňany spor, vyplatil jednomu každému po 5 minách a tím zbyl se obtížné povinnosti. Prvá známá choť jeho byla Římanka Appia Annia Regilla, již však Héródés z neznámé příčiny, těhotnou jsoucí, tělesně ztrestati kázal, až zemřela. Bratr zemřelé pohnal Héróda, jenž mezitím stal se senátorem římským, z vraždy před senát, kdež nevinným uznán. Z vděčnosti a snad, aby pomluvám konec učinil, zvěčnil Héródés jméno Regillino novým Odeiem, jež zbudoval na jihozáp. svahu Akropole (Odeion Regillino nebo Héródovo). Regilla zůstavila mu dvě dítky, z nichž Attika císař Antoninus Pius jmenoval senátorem, ježto však záhy oddal se opilství, vydědil jej Héródés ještě za živa. Druhá choť Héródova byla Římanka Vibullia Alcia, která, porodivši syna Hérodiana, záhy zemřela."